# المبتع (العدين)

تعديل مصدري - تعديل

المبتع محلة تابعة لقرية البَرحين، التابعة لعزلة شلف بمديرية العدين إحدى مديريات محافظة إب في الجمهورية اليمنية، بلغ تعداد سكانها 233 حسب تعداد اليمن لعام 2004.